# ۱۷۳۹ (میلادی)
۱۷۳۹ (میلادی) هزار و هفتصد و سی و نهمین سال تقویم میلادی است.

## رویدادها
فتح هندوستان به دست نادرشاه افشار در فوریه همین سال

## زادگان
- ۲ نوامبر – کارل دیترس فن دیترسدرف، آهنگساز اتریشی (د. ۱۷۹۹)
- ۱۴ دسامبر – پیر ساموئل دو پونت ده نمورس، اقتصاددان و سیاست‌مدار فرانسوی (د. ۱۸۱۷)